# Klient (chráněnec)
Klient (lat. cliens, chráněnec) byla ve starém Římě polosvobodná osoba, závislá na svém ochránci (patronus).

## Popis
Klient byl sice svobodný, ale nemajetný člověk (bezzemek), který nebyl právní osobou. Patřil k rodu (případně i k hospodářství) svého patricijského patrona, nosil obvykle jeho rodové jméno a byl mu zavázán úctou a různými službami. Ve starších dobách s ním šel do boje a měl ho případně vykoupit ze zajetí, pracoval pro něho na poli a později ho podporoval politicky, například při volbách. Naopak patron své klienty (klientelu) podporoval hmotně, poskytoval jim právní ochranu, případně jim dával do dočasného užívání kus půdy. Vztah patrona a klienta se pokládal za posvátný, oba si byli povinni být loajální a nesměli proti sobě svědčit u soudu. Za porušení vzájemné věrnosti hrozil oběma velmi přísný trest, podle Zákona dvanácti desek trest smrti. V pozdější době počet klientů rostl, jak přibývalo přistěhovalců a propuštěnců. V císařské době vojenský a politický význam klientely klesal a klienti postupně splynuli s plebejci: byli to prostě nemajetní lidé, závislí obživou na svém patronovi nebo vůbec chudina.

## Původ
O sociálním původu klientského vztahu jsou různé teorie. Podle jedněch (Fustel de Coulanges, Rudolf Ihering) to byli původně nevolníci propuštění bez náležitých zákonných formalit (manumissio), podle jiných lidé z dobytých obcí Latia. Přinejmenším v republikánské době se klienti rekrutovali hlavně z přistěhovalců a propuštěnců, ale v pozdější době byli mezi nimi i zchudlí patriciové.

## Odvozené významy
Klienty ve smyslu chráněnců vystřídali ve středověku koloni a poddaní, případně vazalové. Slovo klient se znovu objevilo v novověku, původně ve smyslu chráněnců, později zákazníků a vůbec osob, které si něco kupují nebo najímají. Klientela v neutrálním smyslu znamená soubor více méně stálých zákazníků, někdy však dostává i pejorativní význam skupiny, jíž vlivná osoba poskytuje hmotnou podporu a výhody výměnou za politickou podporu. Odtud také klientelismus.